# Eublemma acuta
Eublemma acuta là một loài bướm đêm trong họ Erebidae.